# Emmerson Mnangagwa
Emmerson Dambudzo Mnangagwa (Zvishavane, 15 september 1942) is sinds 24 november 2017 de president van Zimbabwe. Tevens is hij partijleider van ZANU-PF.

## Onafhankelijkheidsstrijd en samenwerking met Mugabe
Mnangagwa was een van de leiders van de Zimbabwaanse Onafhankelijkheidsoorlog. Nadat het land in 1980 onafhankelijkheid verkreeg, vervulde Mnangagwa een aantal regeringsfuncties onder Robert Mugabe. In de tijd dat hij minister van Nationale Veiligheid was, kwamen bij moordpartijen duizenden Ndebele om het leven. Mnangagwa beschuldigde het leger van de moorden, maar vrij algemeen wordt aangenomen dat hij er zelf leiding aan gaf. Een reputatie van meedogenloosheid leverde hem de bijnaam "de krokodil" op.
Mnangagwa speelde een sleutelrol bij de verkiezingen van 2008, waarbij Mugabe met veel geweld in het zadel werd gehouden. Aansluitend was hij van belang bij het ontstaan van een regering van nationale eenheid, waarin hij minister van Defensie werd. In 2013 werd hij benoemd tot minister van Justitie en in 2014 daarnaast tot vice-president.

## Strijd om de macht
Mnangagwa werd lange tijd beschouwd als een van de mogelijk opvolgers van Mugabe, maar hij werd daarin gedwarsboomd door kringen rond presidentsvrouw Grace Mugabe, die naar verluidt zelf steeds meer macht naar zich toetrok. Op 6 november 2017 werd Mnangagwa door Mugabe ontslagen omdat hij een staatsgreep zou voorbereiden, waarop Mnangagwa de wijk nam naar Zuid-Afrika. Anderhalve week later greep het leger in en pleegde een coup om Mugabe te dwingen het presidentschap neer te leggen. Op 19 november werd Mnangagwa verkozen tot leider van ZANU-PF. Vrijdag 24 november 2017 volgde hij Mugabe op als president van Zimbabwe.

## Verkiezingscampagne 2018
Tijdens de verkiezingscampagne voor de verkiezingen in juli 2018, vond er een explosie plaats bij een bijeenkomst waar president Mnangagwa net had gespeecht. 49 mensen raakten hierbij gewond. Staatsmedia en vicepresident Constantine Chiwenga noemden de explosie een terreurdaad, maar dit is nog niet met zekerheid vastgesteld.

## Verkiezingen 2023
In september 2023 werd uittredend president Mnangagwa beëdigd voor een tweede ambtstermijn, na omstreden verkiezingen in augustus.